# Obecní úřad

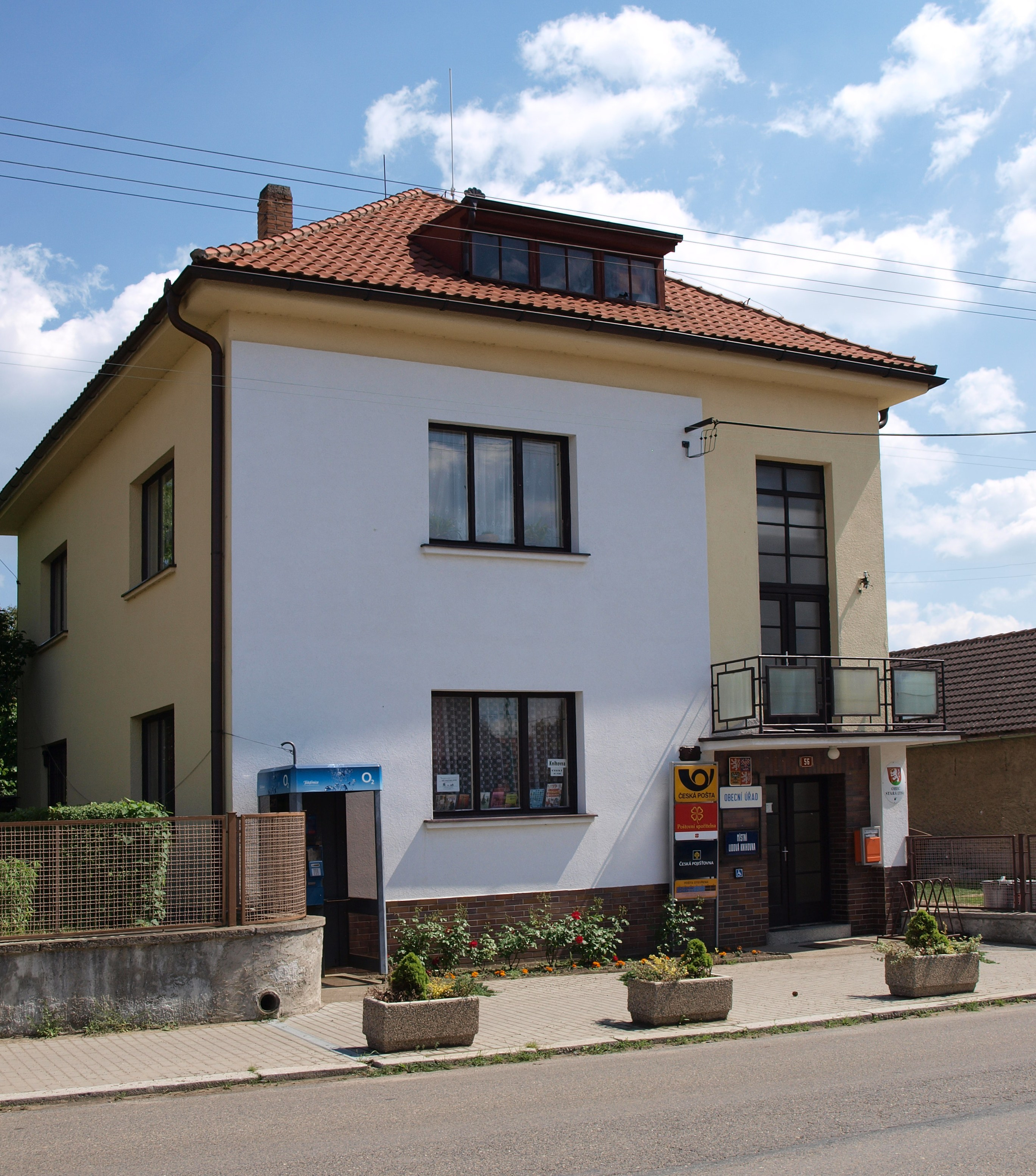
Obecní úřad Stará Lysá, okres Nymburk

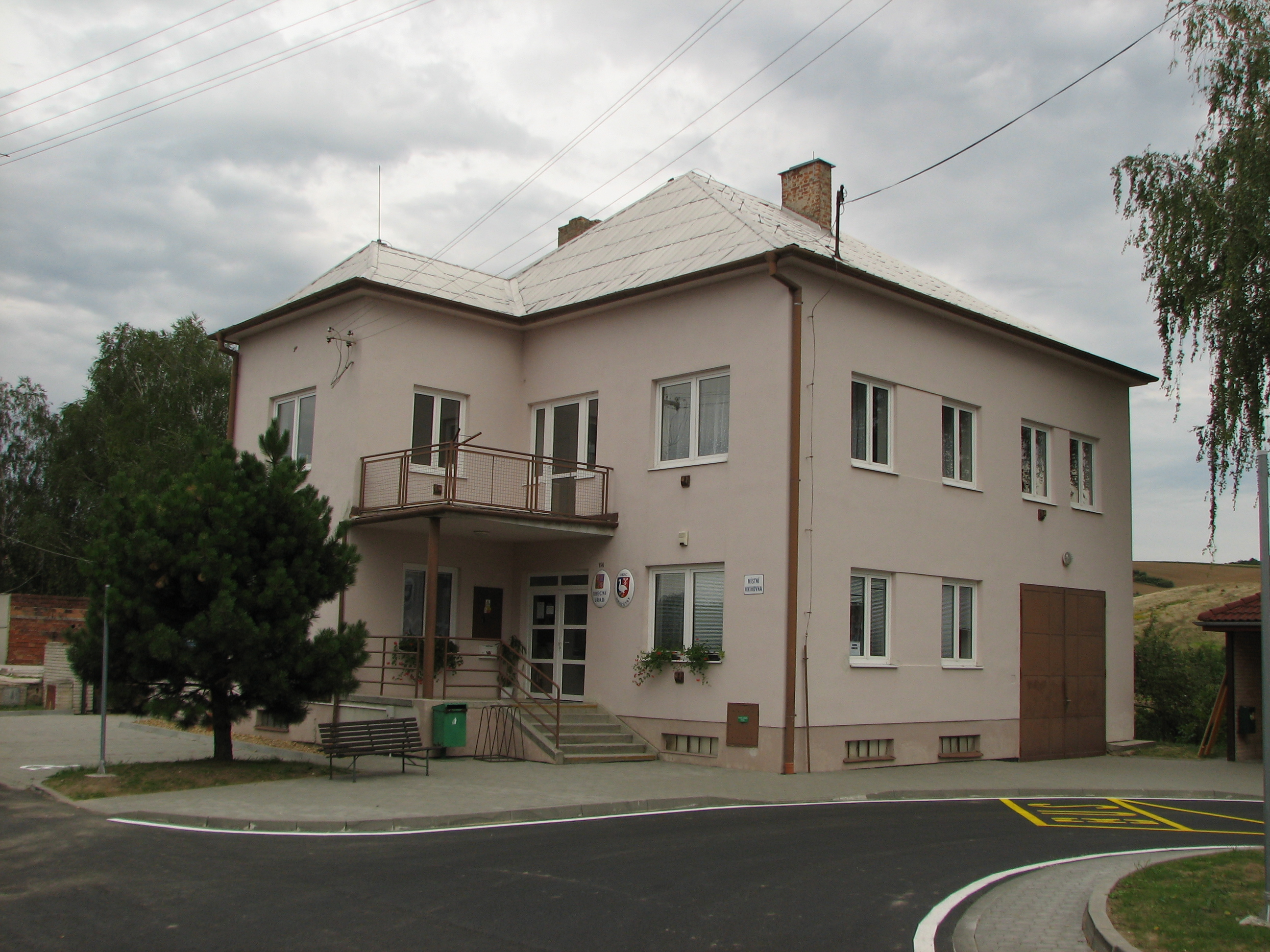
Obecní úřad Dražůvky, okres Hodonín

Obecní úřad (zkr. OÚ) je úřední orgán obecní správy. Je jedním z orgánů obce, který je pověřen plněním úkolů obecní správy, poskytováním informací a administrativně a organizačně přispívá k činnosti ostatních orgánů obce.
Vzhledem k tomu, že v Česku mají města a městyse status obce, ve městech se obecní úřad nazývá městský úřad, ve statutárních městech magistrát a v městysích úřad městyse. V jednotlivých částech větších měst je obdobou OÚ úřad městské části (ÚMČ).

## Činnost a povinnosti obecních úřadů v Česku
Obecní úřad vykonává úkoly samostatné působnosti obce, které mu uloží zastupitelstvo obce nebo rada obce, a pomáhá výborům a komisím v jejich činnosti. Dále vykonává přenesenou působnost obce.
Každý obecní úřad má ze zákona povinnost:
- podávat informace žadatelům
- plnit úkoly uložené radou nebo zastupitelstvem obce
- pomáhat výborům a komisím v jejich činnosti
- vykonávat státní správu s výjimkou výkonu těch věcí, které zasahují do pravomoci rady obce, zastupitelstva obce nebo obecních komisí
- zřídit na veřejně dostupném místě úřední desku

Obecní úřad také spravuje obec.

## Historie
Československým vládním nařízením č. 4/1945 Sb. se dnem vyhlášení 9. 5. 1945 dosavadní obecní a městské úřady staly úřady místních a městských národních výborů, které byly zrušeny po roce 1989.
Termín obecní úřad byl v Československu znovuzaveden zákonem č. 367/1990 Sb. s účinností od 24. listopadu 1990, kdy na obecní úřady přešly práva a závazky místních národních výborů obcí a městských národních výborů. Právní úprava zůstala po zániku Československa v platnosti i v České republice a Slovenské republice, v Česku pak tento termín převzal i nový zákon o obecním zřízení, 128/2000 Sb.
V Česku se pro obecní úřady používá zkratka OÚ. Na Slovensku by byla iniciálová zkratka termínu „obecný úrad“ zaměnitelná se zkratkou termínu „obvodný úrad“, a proto byla pro obecní úřady zavedena zkratka OcÚ, pro obecní zastupitelstva OcZ (zkratka Ob je vžitá pro obvodní instituce a OÚ byla zkratka okresních úřadů).

## Struktura obecních úřadů v Česku
Podle zákona tvoří obecní úřad starosta, místostarostové, tajemník obecního úřadu a zaměstnanci zařazení do obecního úřadu.
Obecní rada může zřídit odbory a oddělení pro jednotlivé druhy činnosti, které vedou zaměstnanci obecního úřadu. Toto je obvyklé zejména u větších obcí.

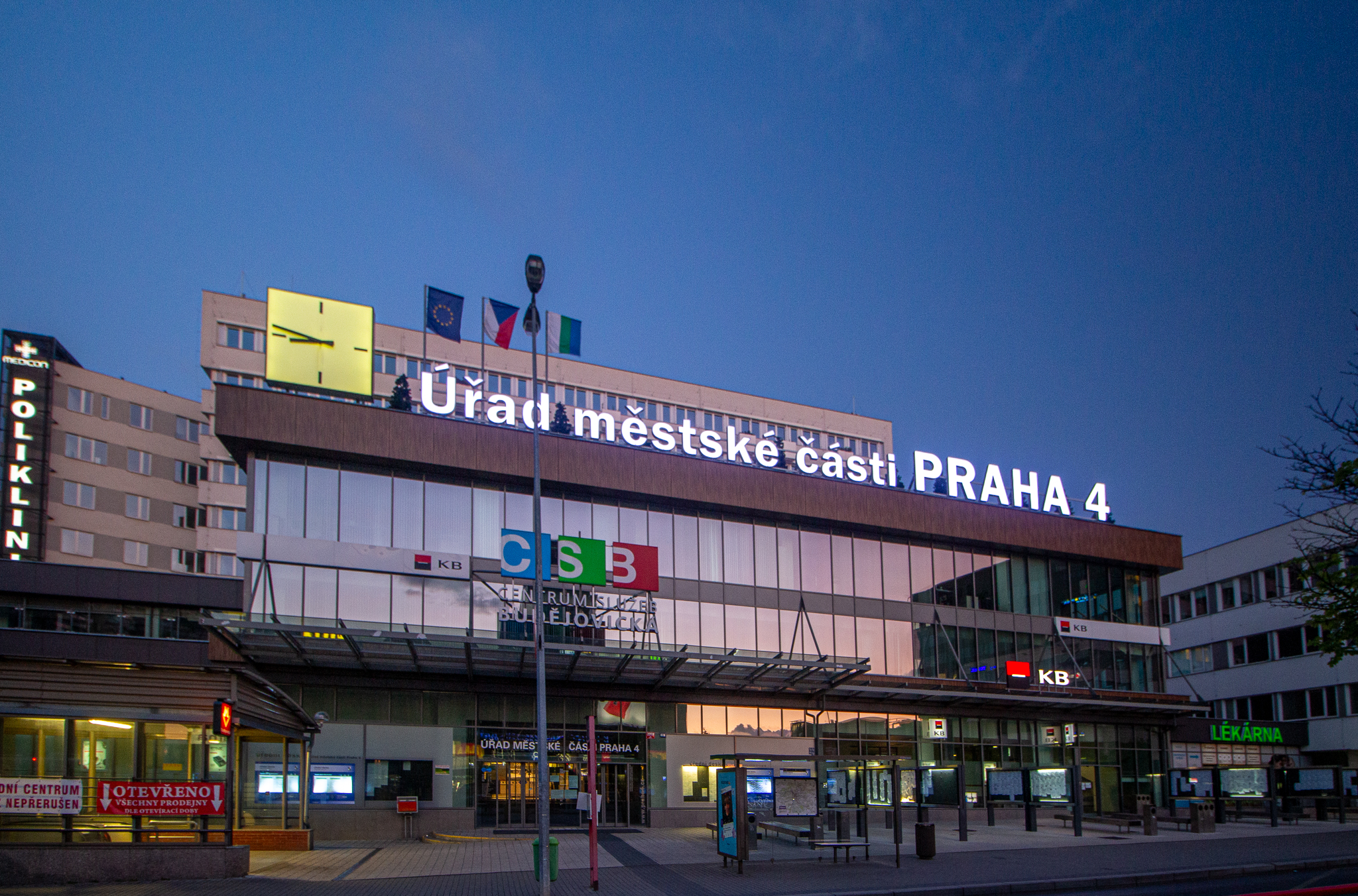
Úřad městské části Praha 4

## Přenesení působnosti
V některých případech se může stát, že dvě sousedící obce mají jen jeden společný obecní úřad, který spravuje obě obce, a to buď celé nebo jen v některých bodech (např. svoz komunálního odpadu či bezpečnost). Tomuto stavu se říká přenesení působnosti. Finance ze státního rozpočtu obecní úřad s přenesenou působností obdrží podle míry působnosti.